# Ezer Mizion

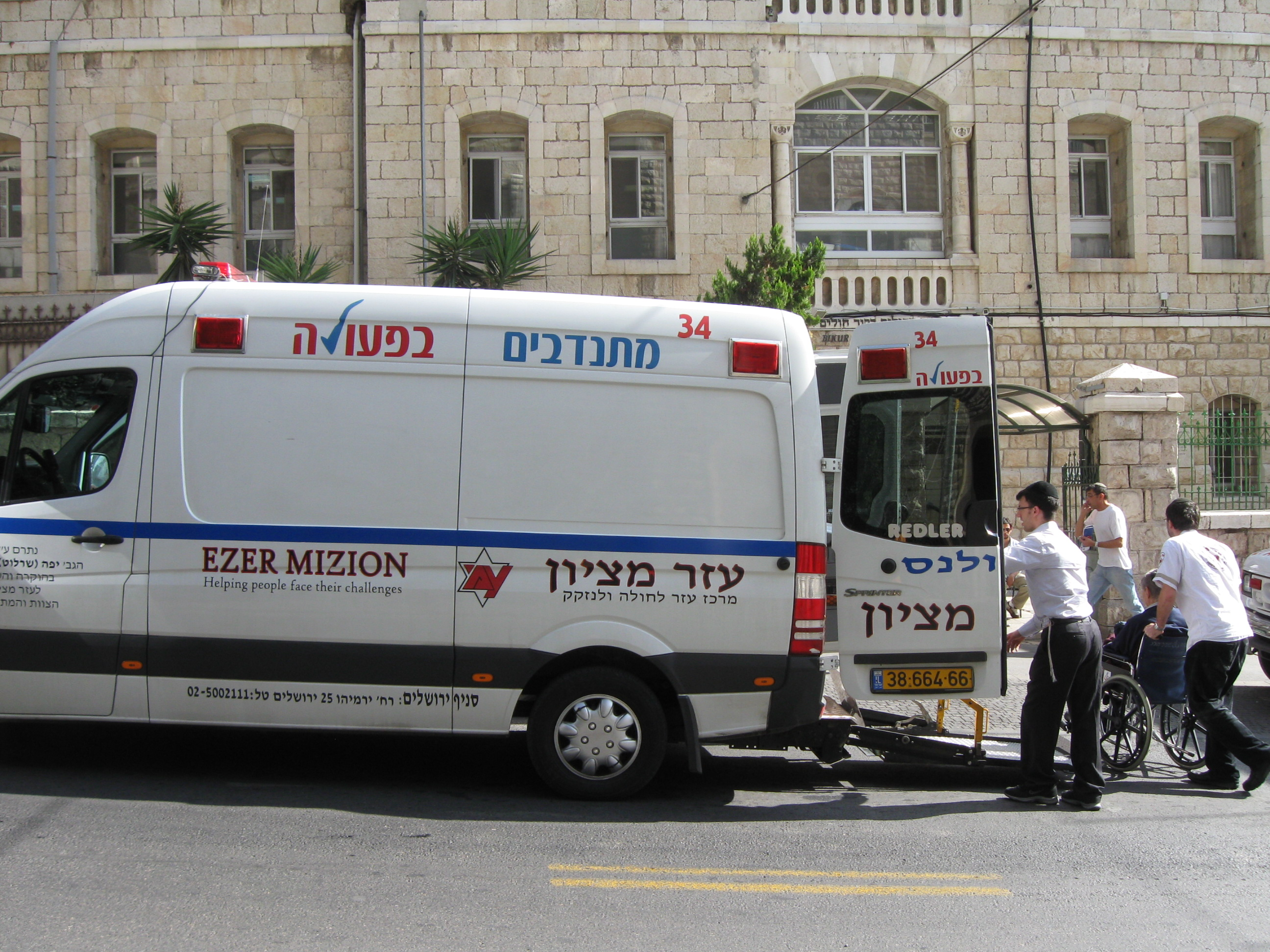
Een Ezer Mizion ambulance brengt een rolstoelpatiënt naar het Bikur Cholim Hospital in Jeruzalem.

Ezer Mizion (Hebreeuws: עזר מציון) is een Israëlische liefdadigheidsorganisatie. 
De organisatie is opgericht in 1979 en beschikt over meer dan 10.000 vrijwilligers. Deze vrijwilligers bieden hulp aan zieken, ouderen en andere hulpbehoevenden. Ezer Mizion heeft een van de grootste programma's ter wereld op het gebied van beenmergtransplantatie. Er zijn verder speciale programma's voor kankerpatiënten en terreurslachtoffers.